# Благославов, Борис Васильевич
Бори́с Васи́льевич Благосла́вов (7 июля 1901, Камышинка, Саратовская губерния, Российская империя — 	18 января 1979, Москва, СССР) — советский военный инженер и военачальник, генерал-лейтенант инженерных войск (19.04.1945)

## Биография
Родился в 1901 году в деревне Камышлейка, русский.
В 1918 году добровольно поступает на службу в РККА.
С 1918 года по 1921 год участвует в Гражданской войне.
Член РКП(б) с 1921 года.
После войны продолжил службу в РККА.
В 1924 году окончил 3-ю Киевскую военную инженерную школу.
В 1935 году по окончании Военно-инженерной академии имени В. В. Куйбышева, Благославову присвоена квалификация — военный инженер.
В 1939 году помощник начальника инженерного отдела армии Благославов принимает участие в Советско-финской войне, за боевые отличия в которой награждён орденом Красной Звезды.
В Великой Отечественной войне полковник Благославов с октября 1941 года, командует 13-й сапёрной бригадой входившей в состав 5-й сапёрной армии которая возводила два внешних оборонительных обвода Сталинграда и обвод Астрахани, а с января 1942 года строила Ростовский оборонительный обвод.
С февраля 1942 года — начальник инженерных войск 49-й армии.
1 апреля 1943 года присвоено воинское звание генерал-майор инженерных войск.
С октября 1943 года — начальник инженерных войск 1-го Украинского фронта.

Едва вступив в командование 1-м Украинским фронтом и собрав на совещание его высших командиров, Жуков, по всегдашней привычке обращаясь ко всем на «ты» и пересыпая речь отборным матом, объявил во всеуслышание: одних из присутствующих он моментально снимет с должности, других под трибунал отдаст, а третьих просто шлепнет без суда и следствия. Начальник инженерных войск фронта генерал Б. В. Благославов твердо и настойчиво попросил обращаться к нему без мата и угроз. Оторопевший Жуков, справившись с изумлением (ему редко возражали), выхватил маузер. Благославов вынул парабеллум и хладнокровно заявил: «Жду вашего выстрела». После недолгой паузы Жуков все-таки маузер спрятал.— Телеканал «Россия»
Видимо этот случай и стал причиной перевода Благославова на другой фронт.
С апреля 1944 года и до конца войны — начальник инженерных войск 2-го Белорусского фронта. Принимал участие в разработке и проведении Белорусской, Восточно-Прусской, Берлинской операций.
19 апреля 1945 года — присвоено воинское звание генерал-лейтенант инженерных войск.
За время войны генерал Благославов был 24 раза персонально упомянут в благодарственных в приказах Верховного Главнокомандующего.
После войны Благославов — начальник инженерных войск СГВ.
С сентября 1948 года начальник штаба инженерных войск Советской Армии, затем начальник командного факультета Военно-инженерной академии имени В. В. Куйбышева. С 1958 года в отставке.
Скончался 18 января 1979 года в Москве. Похоронен на Кунцевском кладбище.

## Награды
СССР
- орден Ленина (21.02.1945)[8][9]
- четыре ордена Красного Знамени (17.04.1943[10][11], 10.01.1944[8], 03.11.1944[8][9], 20.06.1949[8][9])
- орден Кутузова I степени (10.04.1945)[12]
- орден Суворова II степени (29.05.1945)[13][14]
- орден Кутузова II степени (29.07.1944)[8]
- два ордена Красной Звезды (07.04.1940[8], 06.12.1955[8])
- медали в том числе:
  - «XX лет Рабоче-Крестьянской Красной Армии» (1938)[8];
  - «За оборону Москвы» (09.12.1945)[15];
  - «За Победу над Германией в Великой Отечественной войне 1941—1945 гг.»;
  - «За взятие Кёнигсберга»[8];
  - «За освобождение Варшавы»[8];
  - «Ветеран Вооружённых Сил СССР»

1. За овладение областным центром Украины городом Каменец-Подольский — сильным опорным пунктом обороны немцев на Днестре. 27 марта 1944 года № 95.
2. За форсирование реки Прут и овладение штурмом областным городом Украины Черновицы — важным хозяйственно-политическим центром Северной Буковины и мощным опорным пунктом обороны немцев на реке Прут, прикрывающим подступы к границам Венгрии и Румынии. 30 марта 1944 года № 98.
3. За форсирование реки Проня западнее города Мстиславль, прорыв сильно укрепленной оборону немцев, овладение районным центром Могилевской области — городом Чаусы и освобождение более 200 других населенных пунктов, среди которых Черневка, Ждановичи, Хоньковичи, Будино, Васьковичи, Темривичи и Бординичи. 25 июня 1944 года № 117.
4. За овладение штурмом городом и крупным промышленным центром Белосток — важным железнодорожным узлом и мощным укрепленным районом обороны немцев, прикрывающим пути к Варшаве. 27 июля 1944 года № 151.
5. За овладение штурмом городом и крепостью Осовец — мощным укрепленным районом обороны немцев на реке Бобр, прикрывающим подступы к границам Восточной Пруссия. 14 августа 1944 года № 166.
6. За овладение сильными опорными пунктами обороны немцев городами Макув, Пултуск, Цеханув, Нове-Място, Насельск. 17 января 1945 года. № 224.
7. За овладение штурмом городом Пшасныш (Прасныш), городом и крепостью Модлин (Новогеоргиевск) — важными узлами коммуникаций и опорными пунктами обороны немцев. 18 января 1945 года. № 226.
8. За овладение штурмом городами Млава и Дзялдово (Зольдау) — важными узлами коммуникаций и опорными пунктами обороны немцев на подступах к южной границе Восточной Пруссии и городом Плоньск — крупным узлом коммуникаций и опорным пунктом обороны немцев на правом берегу Вислы. 19 января 1945 года. № 232.
9. За овладение штурмом городами Найденбург, Танненберг, Едвабно и Аллендорф — важными опорными пунктами обороны немцев. 21 января 1945 года. № 239.
10. За овладение городами Восточной Пруссии Вилленберг, Ортельсбург, Морунген, Заальфельд и Фрайштадт — важными узлами коммуникаций и сильными опорными пунктами обороны немцев. 23 января 1945 года. № 246.
11. За овладение городами Шлохау, Штегерс, Хаммерштайн, Бальденберг, Бублид — важными узлами коммуникаций и сильными опорными пунктами обороны немцев. 27 февраля 1945 года. № 285.
12. За выход на побережье Балтийского моря и овладение городом Кёзлин — важным узлом коммуникаций и мощным опорным пунктом обороны немцев на путях из Данцига в Штеттин. 4 марта 1945 года. № 289.
13. За овладение городами Гнев (Меве) и Старогард (Прейсиш Старгард) — важными опорными пунктами обороны немцев на подступах к Данцигу. 7 марта 1945 года. № 294.
14. За овладение важными узлами железных и шоссейных дорог — городами Лауенбург и Картузы (Картхауз). 10 марта 1945 года. № 298.
15. За овладение штурмом городом Гдыня — важной военно-морской базой и крупным портом на Балтийском море. 28 марта 1945 года. № 313.
16. За овладение городом и крепостью Гданьск (Данциг) — важнейшим портом и первоклассной военно-морской базой немцев на Балтийском море. 30 марта 1945 года. № 319.
17. За овладение главным городом Померании и крупным морским портом Штеттин, а также захват городов Гартц, Пенкун, Казеков, Шведт. 26 апреля 1945 года. № 344.
18. За овладение городами Пренцлау, Ангермюнде — важными опорными пунктами обороны немцев в Западной Померании. 27 апреля 1945 года. № 348.
19. За овладение городами и важными узлами дорог Анклам, Фридланд, Нойбранденбург, Лихен и вступление на территорию провинции Мекленбург. 29 апреля 1945 года. № 351.
20. За овладение городами Грайфсвальд, Трептов, Нойштрелитц, Фюрстенберг, Гранзее — важными узлами дорог в северо-западной части Померании и в Мекленбурге. 30 апреля 1945 года. № 352.
21. За овладение городами Штральзунд, Гриммен, Деммин, Мальхин, Варен, Везенберг — важными узлами дорог и сильными опорными пунктами обороны немцев. 1 мая 1945 года. № 354.
22. За овладение городами Росток, Варнемюнде — крупными портами и важными военно-морскими базами немцев на Балтийском море, а также захват городов Рибнитц, Марлов, Лааге, Тетерев, Миров. 2 мая 1945 года. № 358.
23. За овладение городами Барт, Бад-Доберан, Нойбуков, Варин, Виттенберге и соединение на линии Висмар — Виттенберге с союзными нам английскими войсками. 3 мая 1945 года. № 360.
24. За форсирование пролива Штральзундерфарвассер, и полное овладение островом Рюген. 6 мая 1945 года. № 363.

Других государств
- орден «Крест Грюнвальда» III степени (ПНР)
- Крест Храбрых  (ПНР)
- медаль «Победы и Свободы» (ПНР)
- медаль «За Варшаву 1939—1945» (ПНР)
- медаль «За Одру, Нису и Балтику» (ПНР)